# Tour de péage de Laroque-des-Arcs
La tour de péage est un monument historique situé à Laroque-des-Arcs dans le Lot (Région Occitanie).

## Historique
Le castrum de La Roque est mentionné comme tel en 1231 puis en 1237. La tour est construite dans la première moitié du XIIIe siècle. Au milieu du XIIIe siècle, le castrum appartient à Fortanier II de Gourdon (†1260/1261). En 1258, il le réserve à son fils Pons II de Gourdon. En 1280, Hugues de La Roque, frère de Pons II de Gourdon, rend hommage pour ce fief à l’évêque de Cahors.
Un autre Fortanier de Gourdon en vend en 1297 ses droits sur La Roque à Guillaume de Jean, bourgeois de Cahors. La seigneurie de La Roque était probablement partagée entre plusieurs membres de la famille de Gourdon car, en 1300, Bertrand II de La Roque († avant 1333), petit-fils d'Hugues de La Roque, est seigneur de La Roque et de Saint-Cirq, co-seigneur de Gourdon. Ce dernier a signé un accord en 1305 avec les consuls de Cahors donnant aux carduciens le libre passage sur ses terres conte le paiement de 500 livres.
La tradition locale veut que Bertrand de Gourdon ait utilisé cette tour comme une tour de paiement de l'octroi. Cependant, aucun texte n'atteste cet usage.
En 1436, Jean III de Penne, fils de Marquèze de La Roque et d'Arnaud de Penne, a hérité Cénevières de son oncle Jean II de La Roque, il est coseigneur de Gourdon, seigneur de Cénevières, de La Roque et de Puylagarde. Dans son testament, il a légué le castrum de La Roque et la borie de Polminhac à son fils Pierre de Penne.
La seigneurie de La Roque est restée dans la famille de Gourdon jusqu'au début du XVIIe siècle, après le mariage de Gilette de Gourdon, dame de La Roque, avec Antoine-Jean de Fontanges, en mars 1601. Il a transmis ses biens à son neveu Charles de Fontanges, puis à sa fille Juliette de Fontanges qui s'est mariée avec Gaspard de Monclar, seigneur de Montbrun. Son fils Jean-Charles de Monclar a épousé en 1694 Magdeleine de Chapt-Rastignac mais il est mort en 1696. Magdeleine de Chapt-Rastignac s'est mariée en secondes noces, en 1700, avec Antoine de Lagrange-Gourdon, marquis de Lavercantière en lui apportant le fief de Laroque-des-Arcs et la borie de Polminhac.
L'édifice a été inscrit au titre des monuments historiques le 23 avril 1979,.